# Osthimosia curtioscula
Osthimosia curtioscula är en mossdjursart som beskrevs av Hayward 1992. Osthimosia curtioscula ingår i släktet Osthimosia och familjen Celleporidae. Inga underarter finns listade i Catalogue of Life.